# Marie Adrian
Pour les articles homonymes, voir Adrian.
Marie Adrian (Lyon, 1776 - 24 décembre 1793) est une tailleuse française ayant défendu la ville de Lyon au poste de canonnière durant le siège de la Convention nationale en 1793. Elle est par la suite guillotinée.

## Biographie
Marie Adrian est née en 1776 à Lyon, où elle a vécu et exercé la profession de tailleuse. Pendant la Révolution française en 1793, à 17 ans, elle participe à la défense de Lyon qui a pris le parti des girondins contre la Convention nationale,. La ville est assiégée cette année là par les armées révolutionnaires. Pendant le siège, Marie Adrian fait partie de la compagnie Port-du-Temple dont son frère est capitaine. Habillée en homme, elle sert au poste de cannonière dans la défense de la ville contre les jacobins. La ville finit par se rendre et Marie Adrian est arrêtée et incarcérée. En décembre de la même année elle est jugée et guillotinée le 24 décembre 1793. Avant de mourir elle crie à plusieurs reprises « Vive le Roi ! »,